# Refugio Ernest Mallafré
El refugio Ernest Mallafré es un refugio de montaña de los Pirineos, que se encuentra en la provincia de Lérida, en la comarca del Alto Arán, a 1885 m de altitud, muy cerca del lago de San Mauricio.
El refugio se encuentra en la ruta Carros de Foc, una travesía de 55 km que recorre todos los refugios que se encuentran dentro del Parque nacional de Aiguas Tortas y Lago de San Mauricio, muy cerca de la desembocadura del río Monestero, en el río Escritá, al pie de las emblemáticas montañas de Los Encantados (2748 y 2734 m).
Por su entorno pasa también el GR-11, que recorre todo el Pirineo de este a oeste por la alta montaña.
El nombre le fue dado en honor del escalador Ernest Mallafré (1922-1946). Murió el 31 de diciembre de 1946, con solo 24 años, a causa de un alud bajando del pico de Monestero. Son muy destacables sus ascensiones en Montserrat y los mallos de Riglos, donde se le dio su nombre a una de las puntas del Firé, la punta de Mallafré, después de su muerte.

## Acceso
Se accede fácilmente desde el pueblo de Espot, a unos 8 km al este, por el camino de acceso al Parque nacional de Sant Maurici. Poco antes de llegar al lago, hay que ir hacia los Encantats, al sur.
Se accede por el sur desde el refugio Josep Maria Blanc, cruzando el collado de Monestero o de Peguera, a 2716 m, y descendiendo a lo largo de todo el valle de Monestero. Por el norte el camino desciende desde el refugio de Amitges, a 2310 m por el lago de Ratera, bastante cercano, de manera que la etapa GR-11 continua por el puerto de Ratera, de 2534 m, hasta el refugio de Colomers. Por el oeste, hay que cruzar el portarró de Espot, de 2427 m, desde Boí y Aguas Tortas.
Teléfono: 973 250 118 

## Características
El refugio pertenece a la FEEC (Federació d’Entitats Excursionistes de Catalunya), cedido por ENDESA. Funciona como refugio guardado desde 1975.
Tiene  34 plazas guardadas y 28 plazas abiertas en invierno.